# Municipio de Escanaba
El municipio de Escanaba (en inglés: Escanaba Township) es un municipio ubicado en el condado de Delta en el estado estadounidense de Míchigan. En el año 2010 tenía una población de 3482 habitantes y una densidad poblacional de 22,3 personas por km².

## Geografía
El municipio de Escanaba se encuentra ubicado en las coordenadas 45°51′9″N 87°9′54″O / 45.85250, -87.16500. Según la Oficina del Censo de los Estados Unidos, el municipio tiene una superficie total de 156.15 km², de la cual 154.49 km² corresponden a tierra firme y (1.06%) 1.66 km² es agua.

## Demografía
Según el censo de 2010, había 3482 personas residiendo en el municipio de Escanaba. La densidad de población era de 22,3 hab./km². De los 3482 habitantes, el municipio de Escanaba estaba compuesto por el 95.95% blancos, el 0.03% eran afroamericanos, el 2.3% eran amerindios, el 0.55% eran asiáticos, el 0.03% eran isleños del Pacífico, el 0.06% eran de otras razas y el 1.09% pertenecían a dos o más razas. Del total de la población el 0.49% eran hispanos o latinos de cualquier raza.